# Strimo
Strimo (in greco antico: Στρυμώ?, Strymṑ) o Strimone è un personaggio della mitologia greca e moglie di Laomedonte con cui generò Priamo il re di Troia ed altri figli. 

A volte viene citata (o confusa) con Leucippe, Zeuxippe, Rhoeo o Placia.

## Mitologia
Pur non essendo una ninfa, Strimo era una figlia del dio fluviale Scamandro, il quale scorreva nella fertile pianura sottostante del monte Ida. Fu sposata al re di Troia Laomedonte dal quale ebbe sei figli maschi, Lampo, Clizio, Icetaone, TimeteOmero, Iliade III, 146, Titone e Podarce, il più giovane, che in seguito prenderà il nome di Priamo. Ebbe anche sei figlie, Esione, Astioche, Etilla, Clitodora, Cilla e Procleia.
Spesso, al posto di Strimo, si citano numerosi nomi per identificare la madre di Priamo e la sposa di Laomedonte: ad esempio, Placia, Leucippe, Reo, Toosa oppure Zeusippe.